# 铁路货物运输

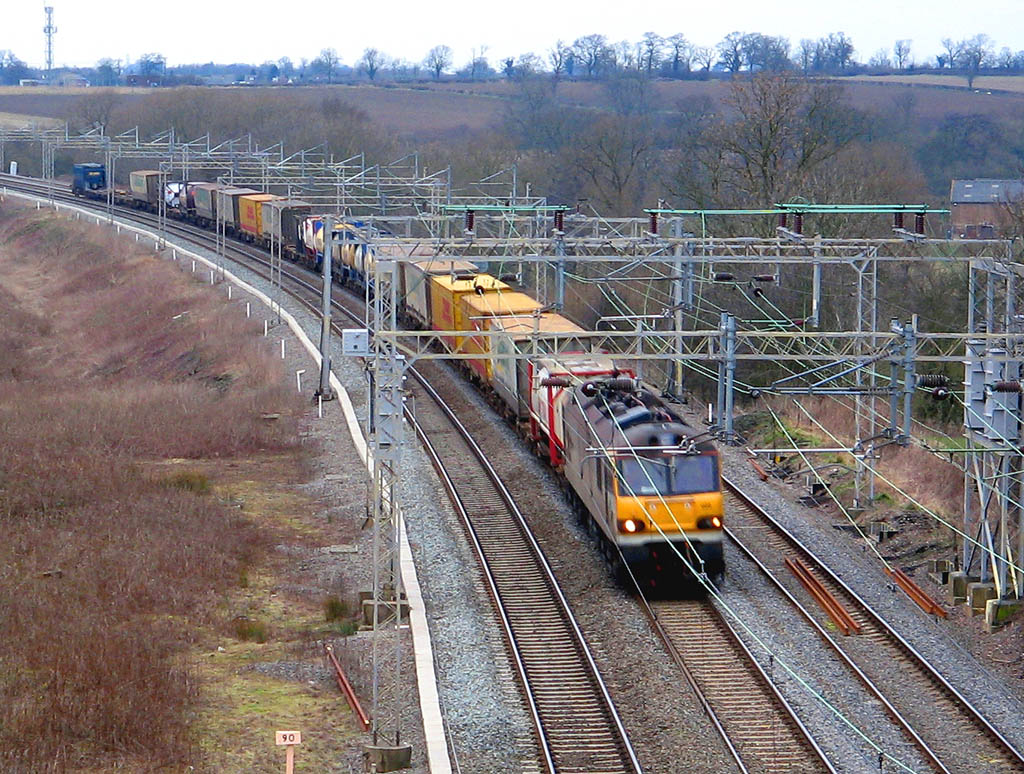
英国西海岸干线运行的C92集装箱货运列车

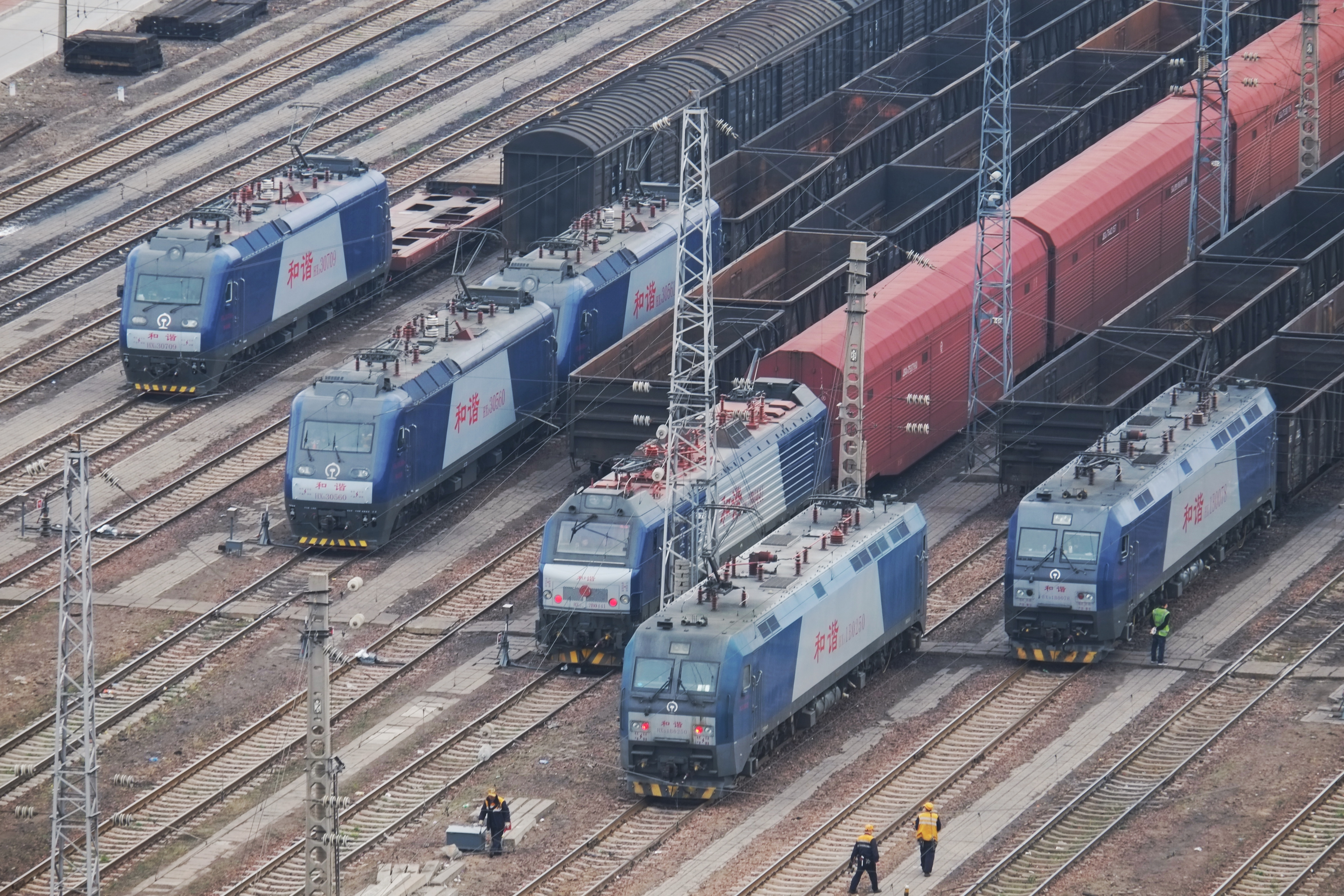
一列在河南郑州等待出发的货运列车

铁路货物运输是指利用铁路或列车运输货物而非旅客的运输方式。它与客运相反，客运与货物的结合称为客货混合运输。
货运列车是指由一台或多台机车牵引货物并送达目的地的列车，是物流链的一部分，负责在托运人和目的地之间全程或部分运输货物。货运列车包括散货车、联运集装箱车、普通货车和专用货车。各个国家和地区的铁路货运实践和经济状况各不相同。
就单位运输重量的能耗而言，铁路运输通常比其他运输方式更高效。长距离运输散装货物（例如煤炭）时，铁路运输通常最为经济。然而，铁路运输的灵活性不如公路运输，因此目前许多货物甚至长途运输都采用卡车运输。此外，当托运人无法直接使用铁路时，通常会产生转运费用。这些费用可能超过列车本身的运营成本，因此人们正在尝试通过集装箱化和背驮式运输来降低这些成本。

## 歴史
在铁路发明之前，船舶（水运）作为一种比人力車或马车更高效地运输大量货物的交通工具被广泛使用。然而，在内陆地区，船舶只能在水流平缓的河流、运河和湖泊的中下游地区航行。随着铁路的实用化，即使在船舶无法通行的地区也能构建交通网络，工业革命后铁路得到了极大的发展。
当铁路成为主要运输方式时，许多铁路运营商和公司主要为货运设立铁路线和区段，并修建通往矿山、工厂和建筑工地的专用铁路。大型托运商在铁路轨道附近建造工厂和仓库，并在其自有场地内铺设专用铁路轨道，货物在那里装卸到火车车厢上（货物）。其他托运商则使用货车或卡车将货物运送到货运站（短途运输）。小型机车将货车从侧线运送到货场。根据目的地，货车会被连接到几列长途列车中的一列。对于长途运输，货车会经过多个货场，并多次重新连接（“货场到货场运输”）。。
这些步骤传统上增加了铁路运输的时间和成本，因此货运铁路运营商正在寻求通过集装箱化和直达列车等技术来减少或消除场站转运操作，这些技术已在包括日本在内的一些国家完全取代了场站转运。。
铁路运输的优势在于，通过增加货车车厢数量，可以实现大宗运输。另一方面，如果货物的始发地或最终目的地不在铁路沿线，则必须与汽车等其他运输方式联运。同时，铁路运输在时间上也缺乏灵活性。随着政策驱动的汽车道路网络建设和卡车性能的提升，机动化程度不断提高，铁路货运作为一种精细货运方式的价值正在下降。近年来，为了应对日益严重的空气污染和全球变暖，企业对环境保护措施的要求越来越高，这导致人们开始重新考虑对环境影响较小的铁路货运方式。

## 輸送成本
| 輸送方法      | 欧分/吨公里 |
| ------------- | ----------- |
| 道路 (小型車) | 35.6        |
| 道路 (大型車) | 4.2         |
| 鉄道 (柴油)   | 1.8         |
| 鉄道 (電化)   | 1.1         |
| 内陆水运      | 1.9         |

铁路运输比公路运输节能很多，而且更加环保。与卡车公路运输相比，铁路运输可以确保一次运输通常需要多辆卡车才能运输的货物量，从而大大节省运输成本 。此外，铁路货运的外部成本非常低。因此，许多政府都鼓励从卡车货运转向铁路货运（运输方式转变），因为它具有环境效益。铁路运输和内陆水路运输同样是环保的运输方式，并且都是2019年欧洲绿色协议的重要组成部分。
在各大洲和大国，铁路依然被用作长途运输重型货物的廉价方式，技术也在不断改进。2018年，澳大利亚资源公司力拓集团成功利用无人驾驶货运列车将开采出的铁矿石从矿场运送到港口。

## 批量加载

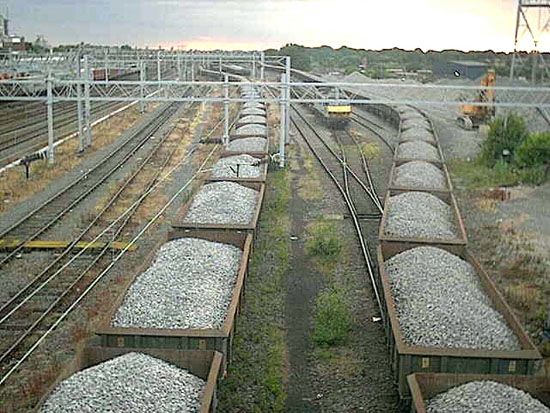
英国沃里克郡拉格比。一辆满载石灰石的货车正在等待卸货

散装货物占大多数货运铁路运输吨位的大部分。散装货物是指未经包装而散装运输的货物。这些货物通常以液体或固体的形式，用铲斗或电铲倾倒或倒入火车车厢。石油、化学品等液体以及压缩气体则用罐车运输。
漏斗车是一种用于运输干散货（例如煤炭、矿石、谷物和卡车压舱物）的货车。这种车厢与敞篷车的区别在于，其底部或侧面（棚车）有一个用于卸货的铰链门。漏斗车的发展与自动化散货处理方法（包括自动装卸设备）的发展同步进行。漏斗车主要有两种类型：敞篷车和有盖漏斗车。有盖漏斗车用于运输需要防风雨（主要是雨水）的货物，例如谷物、糖和化肥。敞篷车用于运输煤炭等受潮湿或干燥条件影响较小的商品。每当需要自动化货物处理时，世界各地的铁路都会使用漏斗车。

## 集装箱化

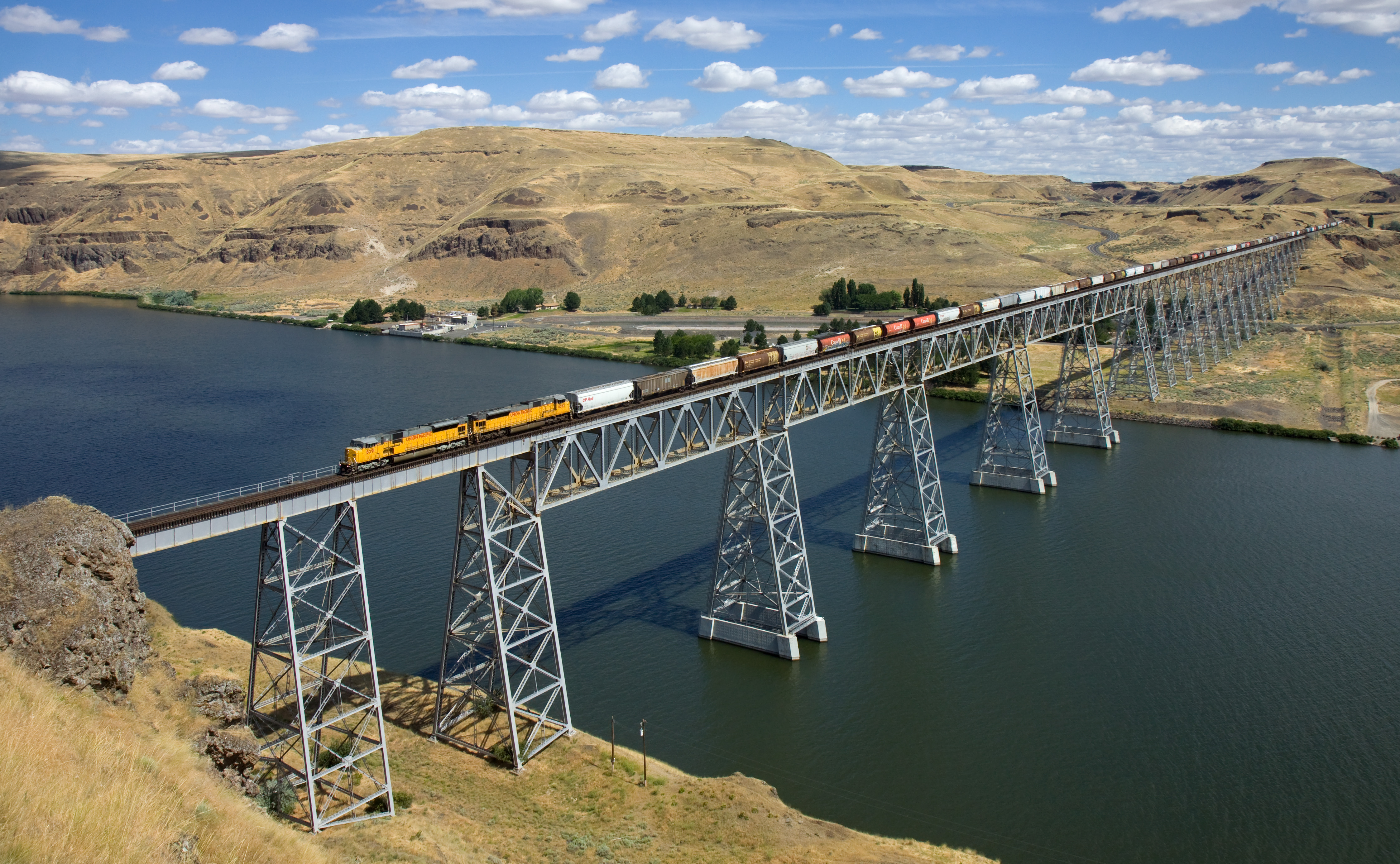
一列联合太平洋铁路长粮列车正在穿越美国华盛顿州的一座桥梁

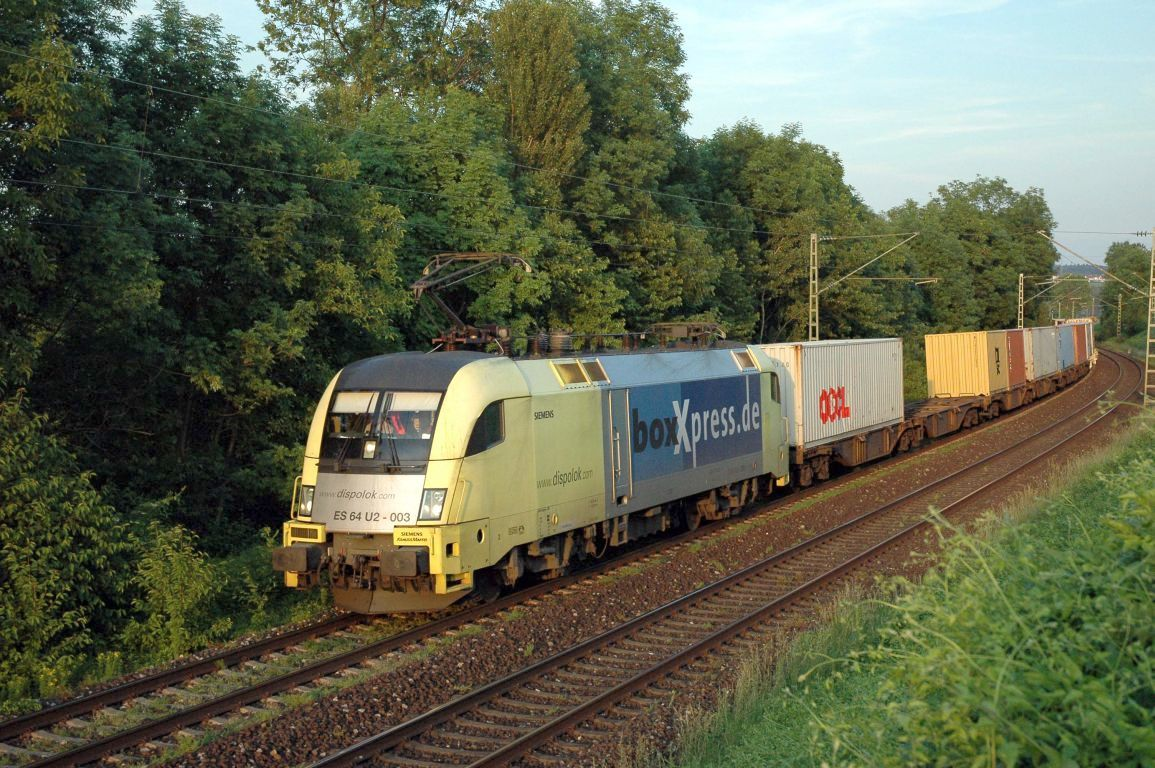
德国集装箱列车

集装箱运输是一种多式联运系统，使用标准海运集装箱（ISO集装箱），这些集装箱可以装载、密封并放置在集装箱船、火车车厢和卡车上。集装箱运输彻底改变了货运方式。截至2009年，全球约90%的非散装货物由集装箱船运输。26%的集装箱转运发生在中国。截至2005年，每年共计运输约1800万个集装箱，运输次数超过2亿次。
全球范围内使用相同尺寸的集装箱使得不同轨距的火车之间货物转运更加容易，减少了因不同国家铁路轨距不兼容而造成的问题。

## 特殊貨物

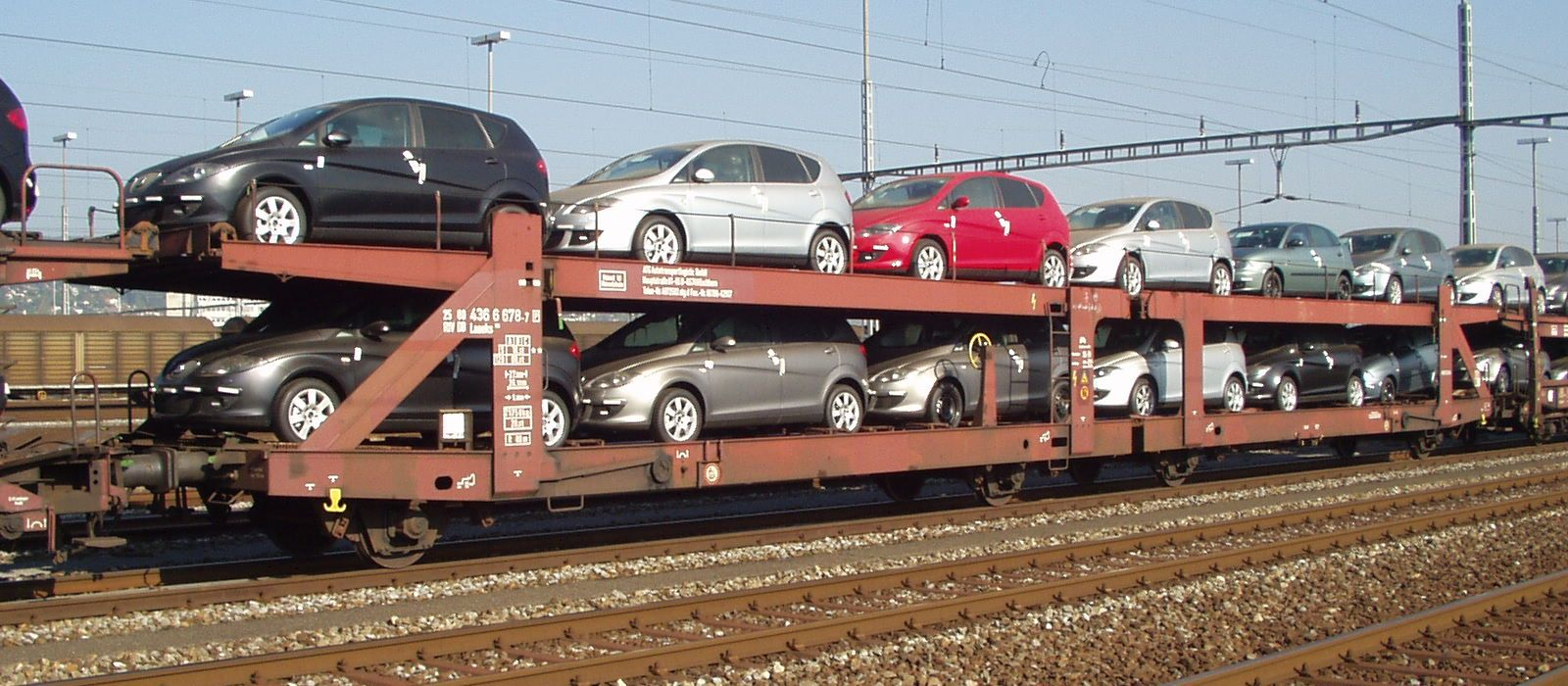
欧洲汽车运输船

有些类型的货物不适合集装箱化或散装运输，因此需要使用专门为该货物设计的特殊车辆进行运输。
- 汽車 - 車運車
- 特殊形状、非常重的货物 - 钳夹车

### 出典
1. ↑  .   [2016-02]. （原始内容存档于20 February 2016）.
2. 1 2  植田義明. . 国有鉄道 (交通協力会). 1983-03,. 41(3)(405): 10–14. doi:10.11501/2277123. 已忽略文本“和書” (帮助)
3. ↑  Armstrong, John H. . Omaha, Neb.: Simmons-Boardman. 1978: 7 ff.
4. 1 2 3 4 5  Hofbauer, Florian; Putz, Lisa-Maria. . Sustainability (MDPI). 2020, 12 (5874): 9 (Table 11)  [29 March 2022]. doi:10.3390/su12145874 .
5. 1 2  Greene, Scott. Comparative Evaluation of Rail and Truck Fuel Efficiency on Competitive Corridors 的存檔，存档日期6 January 2012. p4 Federal Railroad Administration, 19 November 2009. Accessed: 4 October 2011.
6. ↑  Shefer, Jon. .   [2015-12]. （原始内容存档于8 December 2015）.
7. ↑  “世界最大ロボ”実用化に王手 リオ・ティント、無人貨物列車で鉄鉱石輸送『日刊工業新聞』2018年7月18日（2018年8月13日閲覧）。
8. ↑  Stopford, Martin. . London: Routledge. 1997: 292–93.
9. ↑  Ebeling, C. E. . Invention and Technology. Winter 2009, 23 (4): 8–9. ISSN 8756-7296.
10. ↑  . Data.worldbank.org.   [28 November 2011]. （原始内容存档于27 November 2011）.
11. ↑  See e.g. the description of container transfer process at Alashankou railway station in: Shepard, Wade. . Forbes (Blog). 28 January 2016  [2016-01]. （原始内容存档于27 August 2017）.